# Pseudopanurgus tridecis
Pseudopanurgus tridecis är en biart som först beskrevs av Timberlake 1975.  Pseudopanurgus tridecis ingår i släktet Pseudopanurgus och familjen grävbin. Inga underarter finns listade i Catalogue of Life.